# 烏納山
83°9′S 162°36′E / 83.150°S 162.600°E
烏納山是南極洲的山峰，位於沙克爾頓海岸，屬於伊麗莎白女王嶺的一部分，處於赫爾姆冰川和洛厄里冰川之間，海拔高度2,170米，以美國研究隊的極地科學家命名。